# Козет
Козет (адыг. Козэт) — аул в Тахтамукайском районе Республики Адыгея России. Образует Козетское сельское поселение.

## География
Расположен на левом берегу реки Кубани напротив Краснодара, в 5 км к востоку от Яблоновского моста. Основан в 1796 году.

## Население
| 2002  | 2010  | 2012  | 2013  | 2014  | 2015  | 2016  |
| ----- | ----- | ----- | ----- | ----- | ----- | ----- |
| 1664  | ↗1766 | ↗1785 | ↗1818 | ↗1843 | ↗1917 | ↗2058 |
| 2017  | 2018  | 2019  | 2020  | 2021  | 2023  | 2024  |
| ↗2143 | ↗2203 | ↗2290 | ↗2536 | ↗2854 | ↗3118 | ↗3398 |

В настоящий момент ведется массовое строительство котеджных поселков . Численность населения растёт. Сказывается географическая близость к соседнему краевому центру — городу Краснодару.
Национальный состав
По переписи населения 2010 года из 1 766 проживающих в ауле, все указали свою национальность:
| Национальность | %       | Численность |
| -------------- | ------- | ----------- |
| Адыгейцы       | 56,91 % | 1 005       |
| Русские        | 34,32 % | 606         |
| Армяне         | 4,53 %  | 80          |

По данным Всероссийской переписи 2021 года:
| Народ               | Численность, чел. | Доля от всего населения, % |
| ------------------- | ----------------- | -------------------------- |
| русские             | 1 144             | 40,08 %                    |
| адыги (черкесы)     | 762               | 26,70 %                    |
| армяне              | 69                | 2,41 %                     |
| другие / не указано | 879               | 30,80 %                    |
| всего               | 2 854             | 100,0 %                    |